# コーラート台地

コーラート台地

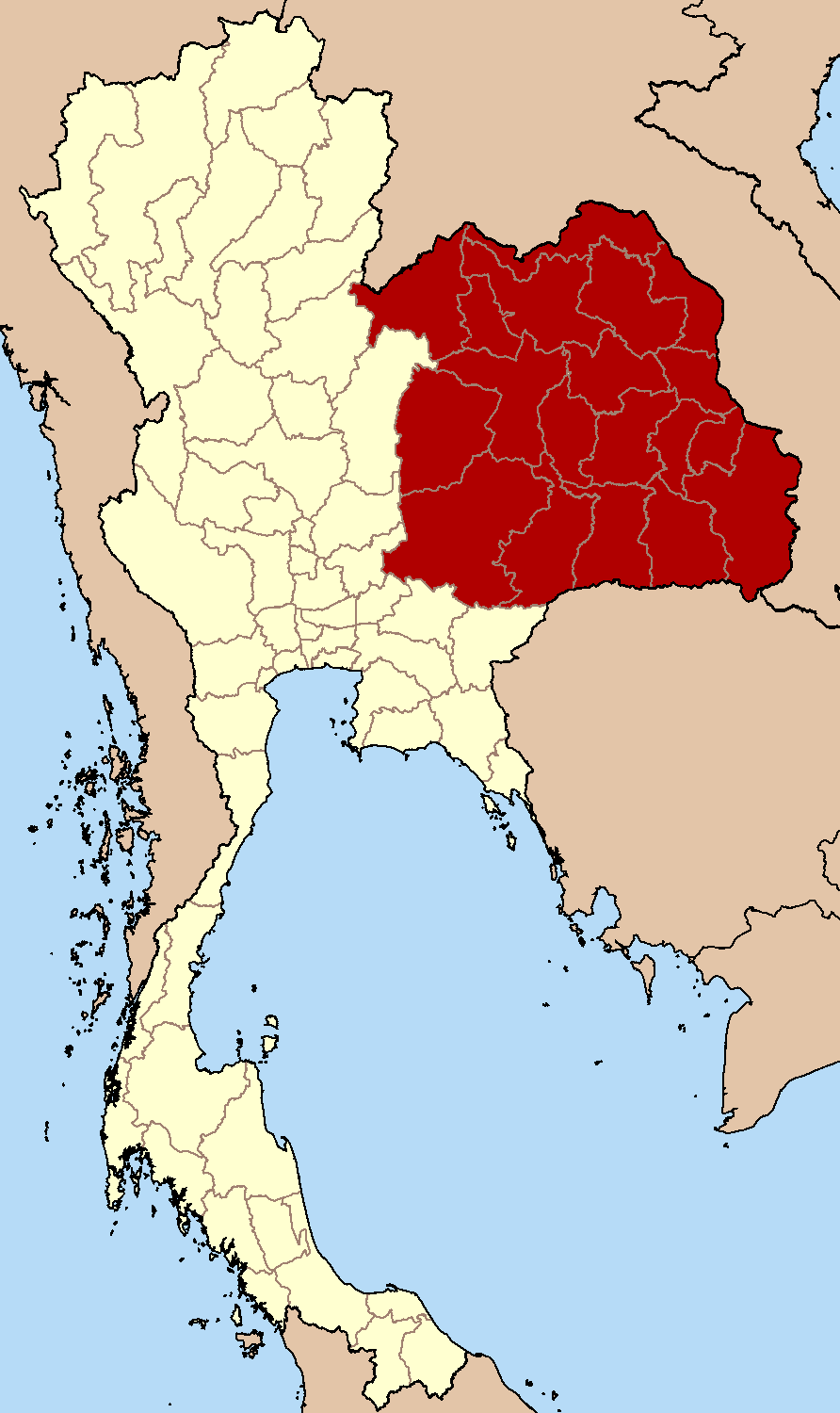
イーサーン地方

コーラート台地（コーラートだいち、コラート台地、コーラート高原とも）は東南アジア・タイのイーサーン地方（東北部）にある台地。「イーサーン」と言う言葉と「コーラート台地」と言う言葉は、基本的に同じ地域を示すが、イーサーンは地方名として、コーラート台地は地形的名称として使われる。なお、コーラートはナコーンラーチャシーマー県の県庁所在地の俗称である。バンコク側からコーラート台地に進入するときは普通、まずナコーンラーチャシーマーに向かう。バンコクからナコーンラーチャシーマーに至るまでの道のりが坂道になっているが、ナコーンラーチャシーマーに入ったとたん平地に変わり、あたかもナコーンラーチャシーマーの平地であるかのように見えることからこの名称が生まれた。
コーラート台地の平均高度は200mで、155,000km2の面積を有する。台地はソーサー状になっているが、やや傾いておりメコン川に流れ込むムーン川とチー川に削られ、バンコク側と言うよりも、むしろややラオス側に向かって開いている。台地の西側にはペッチャブーン山脈が広がっており、これがコーラート台地とタイ中部・北部を分け隔てている。コーラート台地の北側および東側はメコン川が流れていて、これが台地の境界線となっている。台地南側にはカンボジアとの国境線でもあるダンレック山地があり、これが台地南部の境界線をなしている。
モンスーンが西南部から来るのに対し、コーラート台地の東側と南側には山地があるため、コーラート台地はモンスーンから遮断され降雨量が少なくなっている。例を挙げればタイ中部の年間平均降水量が1500mmである一方で、台地の南西部に位置するナコーンラーチャシーマー県では年間平均降水量が1150mmとなっている。さらに、コーラート台地はタイの他の地域に比べ、水はけの悪い土壌で出来ているため、洪水と干ばつを繰り返しやすい性質を帯びている。これは近年開発が進められ農業技術が整うまで、コーラート台地（あるいはイーサーン）に大きな影響を与え続け、イーサーンを貧困地域にしてきた要因である。